# بينيتشي (لاعب كرة قدم)
بينيتشي (بالبرتغالية: Everton‏) هو لاعب كرة قدم برازيلي في مركز الوسط، ولد في 16 يناير 1979 في سانتوس في البرازيل. لعب مع أتلتيكو يوفنتوس وأرسنال تولا وسبارتاك موسكو.